# Jaskinia nad Kapliczką
Jaskinia nad Kapliczką – jaskinia we wsi Suliszowice w województwie śląskim, w powiecie myszkowskim, w gminie Żarki. Znajduje się w wapiennej skale po zachodniej stronie kapliczki i w pobliżu masztu przekaźnika telekomunikacyjnego. Przez wspinaczy skalnych skała ta nazwana została Masztową. Pod względem geograficznym jest to obszar Wyżyny Częstochowskiej wchodzący w skład Wyżyny Krakowsko-Częstochowskiej.

## Opis obiektu
Jaskinia ma 6 otworów. Od strony kapliczki widoczny jest najniżej położony, wschodni. Znajduje się on na szczelinie o wysokości do 3,5 m i szerokości do 0,8 m. W odległości 5 m od niego i wyżej znajduje się półkolisty otwór południowo-wschodni o średnicy 1 m. Po jego prawej stronie biegnie w górę szczelina o szerokości 20 cm. Zaraz przy otworze południowo-wschodnim biegnie szczelina o wysokości 4 m i szerokości 0,7 m. Po drugiej stronie skały nad skalnym, jednometrowej wysokości progiem  wychodzi ona północno-zachodnim otworem o wysokości 2,5 m i szerokości 0,6 m. Na północnym wschodzie skały jest otwór o trójkątnym kształcie, wysokości 0,7 m i szerokości 1 m przy podstawie. Po jego lewej stronie jest niedostępne okno skalne, które w głębi skały łączy się z jaskinią. Na północno-wschodniej stronie skały, powyżej progu o wysokości 1,7 m jest jeszcze jeden soczewkowaty otwór o wysokości 2,2 m i maksymalnej średnicy 0,4 m.
Od wschodniego otworu wznosi się korytarz o szerokości 1 m, kończący się w zawalisku. Powyżej zawaliska znajduje się północny otwór jaskini. Po pokonaniu 2-metrowej zagradzającej go skały, można przejść do korytarza górnego. Na niższym piętrze jaskini z zawaliska tego pomiędzy otworem środkowym i południowo-wschodnim biegnie środkowy korytarzyk o długości 7 m, szerokości 0,5–1,3 m i wysokości 0,5–1,5 m.
Jaskinia powstała na kilku równoległych pęknięciach w późnojurajskich twardych wapieniach skalistych. Zostały one rozmyte przez przepływ wód głównie w strefie wadycznej, chociaż występujące w niektórych miejscach anastomozy i kolisty przekrój wschodniego korytarzyka świadczą o działaniu wód pod ciśnieniem. Niewielkie nacieki grzybkowe znajdują się na pięterku jaskini, poza tym brak nacieków. Namulisko składa się z drobnego gruzu wapiennego i większych skalnych odłamków. Jaskinia jest w całości widna i sucha. Z powodu dużej ilości otworów nie ma własnego mikroklimatu. Nie obserwowano w niej żadnych zwierząt, z roślin występują tylko naskalne mchy i porosty.

## Historia poznania i dokumentacji
Jaskinia znana była od dawna i często jest odwiedzana. Pierwszy jej opis i plan sporządził M. Bednarek w listopadzie 1968 r. pod nazwą „Schronisko w Suliszowicach”. Dokumentację jaskini wraz z planem opracował M. Czepiel w listopadzie 2006 r..

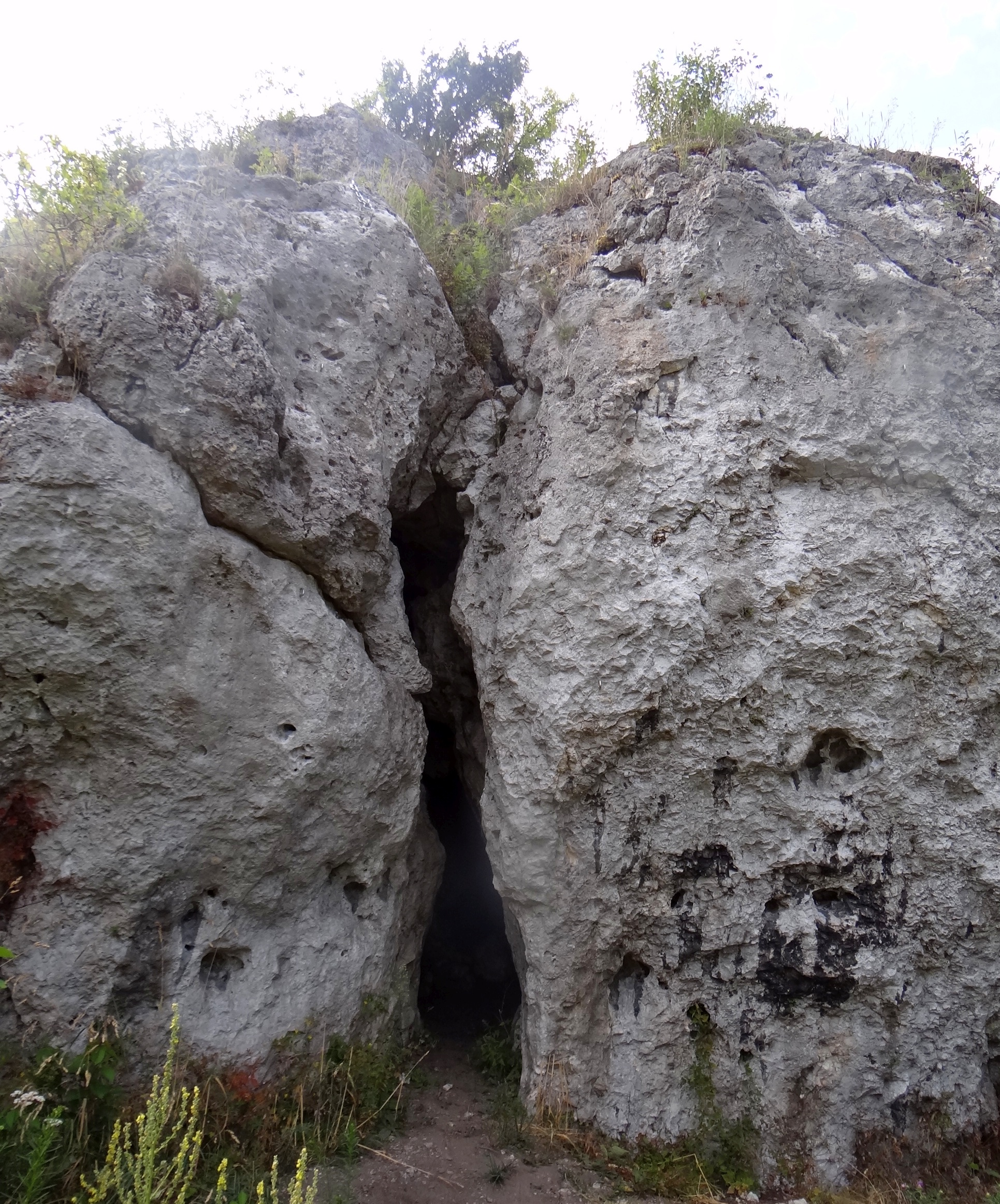
Otwór wschodni na szczelinie
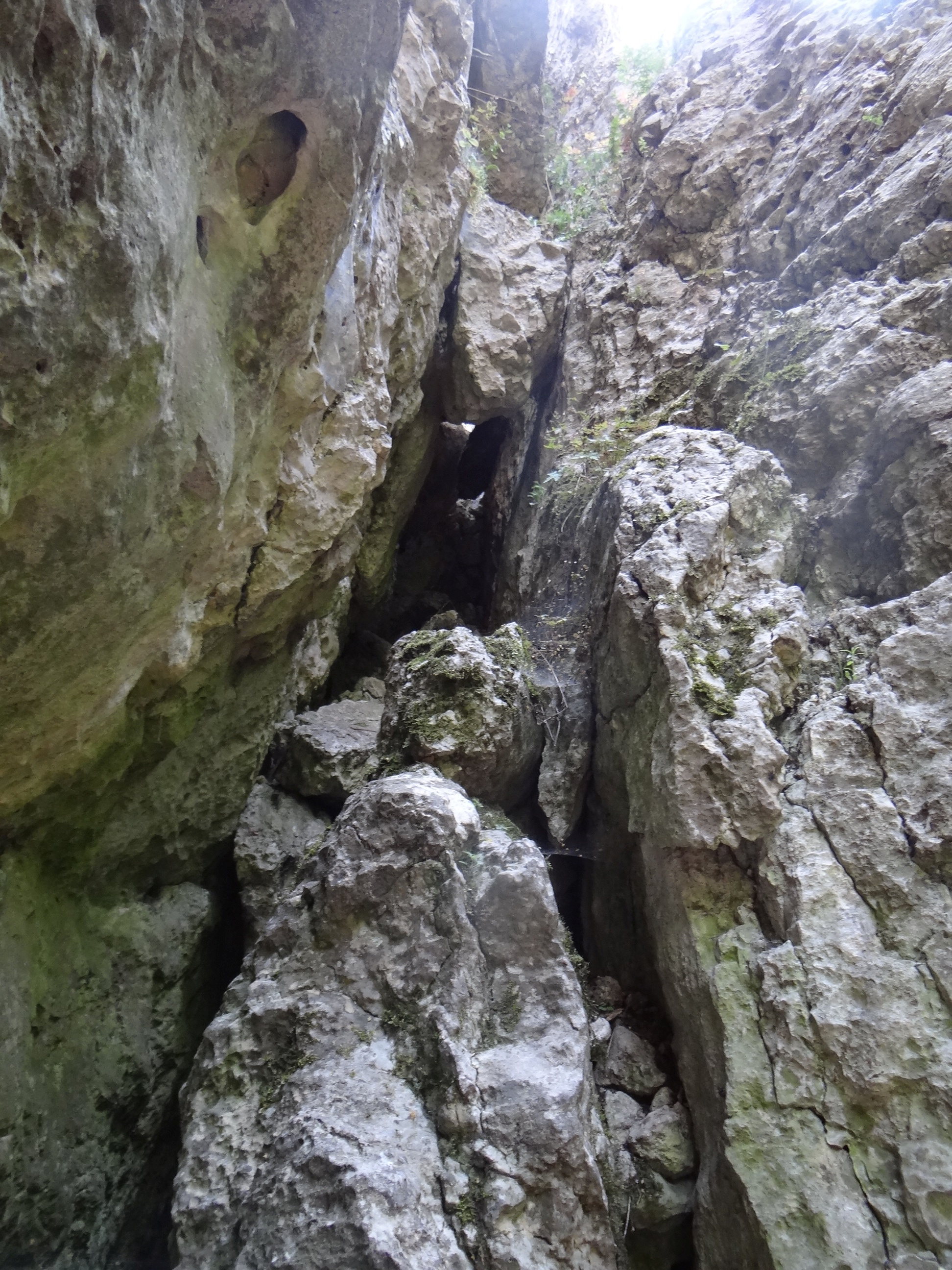
Otwór północno-zachodni
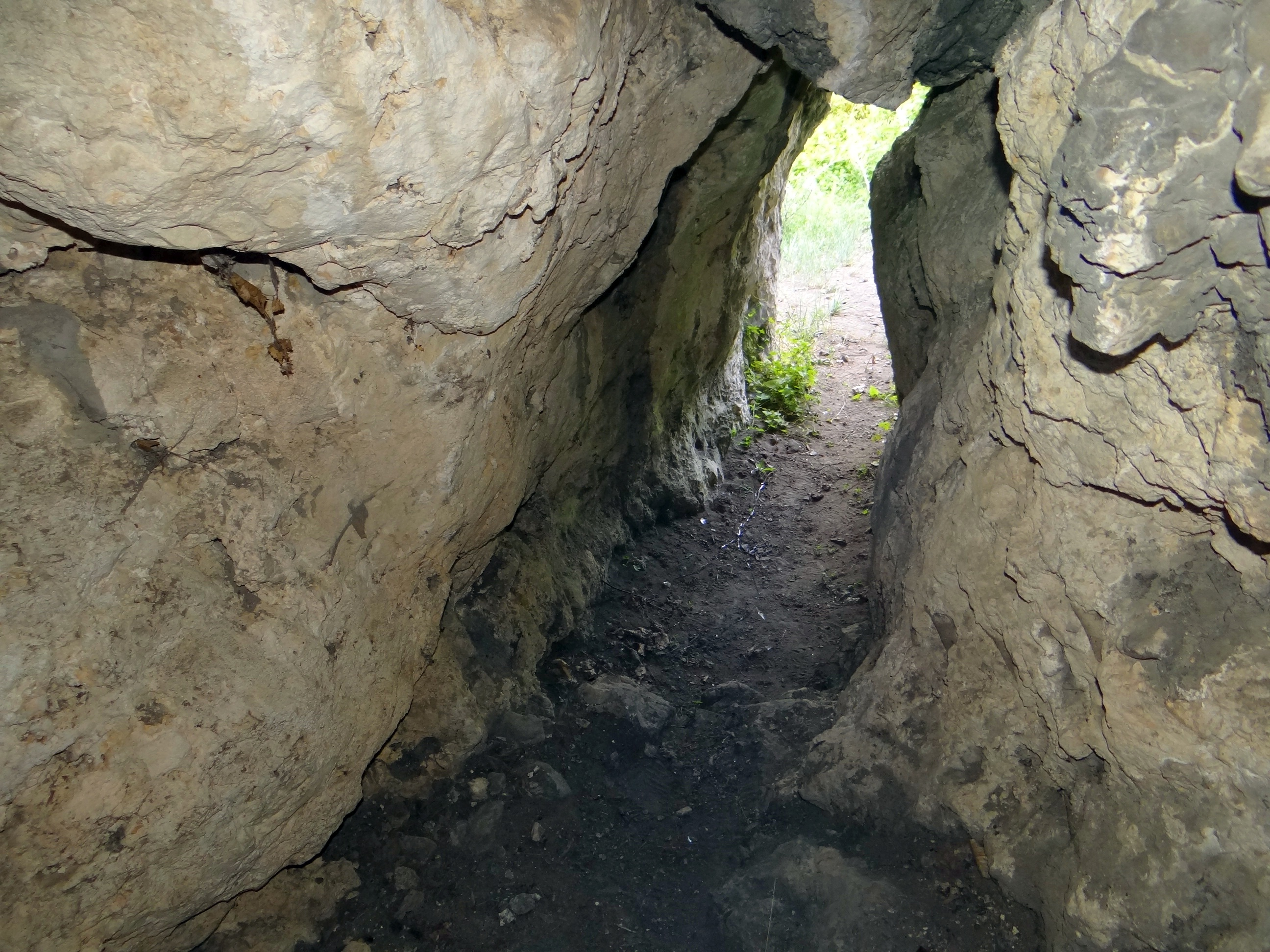
Korytarz dolny za otworem wschodnim
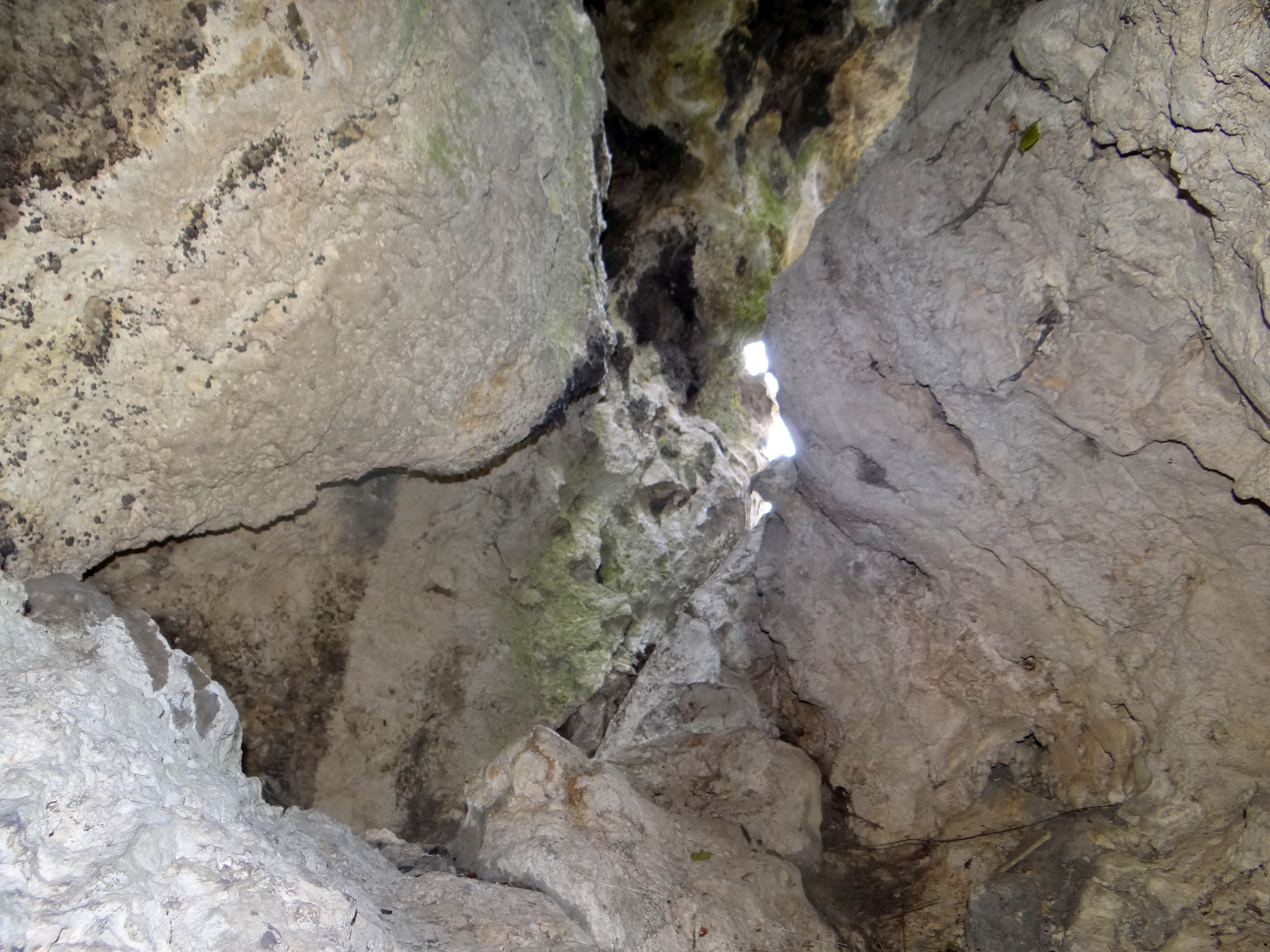
Otwór górny

Obok Jaskini nad Kapliczką jest jeszcze niewielkie Schronisko obok Jaskini nad Kapliczką.